# Sancho Pérez de Paz
Sancho Pérez de Paz (Salamanca, 1280 - 1 de octubre de 1314). Noble castellano-leonés. Fue hijo ilegítimo del infante Pedro de Castilla y de una dama salmantina de nombre desconocido.
Fue nieto del rey Alfonso X de Castilla y señor de la calle de los Corrales de la Rúa de Salamanca, que posteriormente serían conocidos como Corrales de Antón de Paz. 

## Orígenes familiares
Fue hijo ilegítimo del infante Pedro de Castilla y de una dama salmantina de nombre desconocido. Y por parte paterna era nieto del rey Alfonso X de Castilla y de la reina Violante de Aragón, hija de Jaime I de Aragón.
Fue hermanastro de Sancho de Castilla el de la Paz, que era el único hijo legítimo del infante Pedro y que a su muerte heredó todas sus posesiones. Y debido a que los dos hermanastros se llamaban Sancho, algunos historiadores les confundieron a ambos en siglos pasados y aún les confunden en la actualidad.

## Biografía
Manuel Villar y Macías afirmó en el tomo I de su Historia de Salamanca, aunque sin citar ninguna fuente, que Sancho Pérez de Paz nació en la calle de la Rúa de Salamanca hacia 1280, «en la casa que casi está en frente de la calle de los Corrales», y que su padre, el infante Pedro, lo engendró cuando tenía 19 años de edad. Y éste, además de ser infante de Castilla, era señor de Ledesma, Alba de Tormes, Salvatierra, Miranda del Castañar, Galisteo, y Granadilla, y también poseía toda la ribera del Río Coa y las villas de Sabugal, Alfayates y Castelo Rodrigo, que actualmente se encuentran en territorio portugués.
Su padre falleció en 1283, y a su muerte su hermanastro Sancho de Castilla heredó sus señoríos, aunque Sancho Pérez poseía numerosas propiedades urbanas en las inmediaciones de la calle de los Corrales de Salamanca, y hay constancia además de que fue paje en la Corte de su tío, el rey Sancho IV de Castilla, ya que en una partida dedicada a los donceles de la Corte en las cuentas reales de la época se afirma que «Sancho Pérez, fijo del infante don Pedro», vivía y comía en palacio y recibía 45 maravedíes mensuales.

Villar y Macías afirmó que en 1308 Sancho Pérez acompañó a su hermanastro en el asedio de Tordehumos, donde se había refugiado Juan Núñez II de Lara, señor de la casa de Lara, que se había rebelado contra Fernando IV de Castilla. Y dicho asedio concluyó en febrero de 1308 sin haber conseguido la conquista de la plaza, ya que el rey se vio obligado a negociar con el señor de Lara.

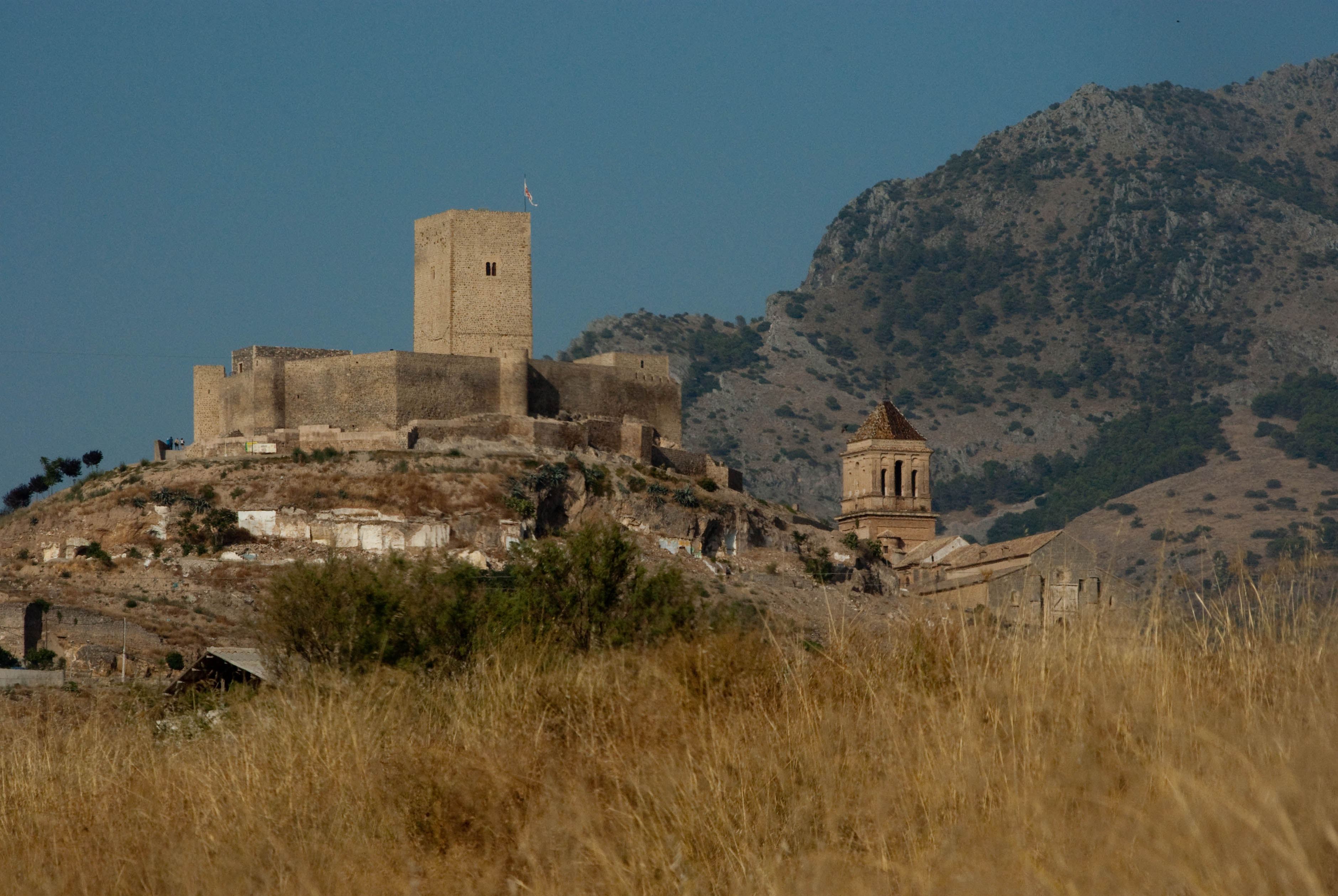
Vista del castillo de Alcaudete, conquistado por los castellanos en septiembre de 1312.

Sancho Pérez también estuvo presente en el sitio de Algeciras, donde al parecer dio muerte a diez musulmanes, por lo que desde entonces, según Villar y Macías, en su escudo aparecieron diez bezantes de oro en campo azur. Y el rey Fernando IV, que era primo carnal suyo, le concedió en 1312, según Villar y Macías, el señorío de la calle de los Corrales de la Rúa y el de las calles que había a su derecha y a su izquierda, y todas ellas serían vinculadas posteriormente por su hijo y sucesor, Antón Pérez de Paz.
Estuvo presente en las Cortes de Valladolid de 1312, y ese mismo año falleció su hermanastro Sancho. Y el 3 de junio de 1312 Sancho Pérez solicitó en Valladolid que se le expidiera una copia de la declaración en la que su cuñada Juana, que era la viuda de su hermanastro, reconocía no haber tenido un supuesto hijo llamado Pedro, lo que motivó que todos los señoríos de su hermanastro Sancho, incluyendo el de Ledesma, revirtieran a la Corona por haber fallecido sin dejar descendencia.
Villar y Macías también afirmó que Sancho Pérez de Paz acompañó a su primo Fernando IV en 1312 en su campaña por tierras de Andalucía, y que estuvo presente en la conquista del municipio jienense de Alcaudete, que capituló ante los castellanos a principios de septiembre de 1312. Sin embargo, el 7 de septiembre de 1312 falleció el rey Fernando IV en la ciudad de Jaén cuando tenía 26 años de edad, y a continuación comenzó el período de la minoría de edad de Alfonso XI de Castilla, que se prolongaría hasta 1325.
En 1313 Sancho Pérez acompañó al infante Pedro de Castilla, que era hermano del difunto Fernando IV y uno de los tutores del rey Alfonso XI durante su minoría de edad, en la conquista del municipio cordobés de Rute, que capituló ante los cristianos después de tres días de asedio, según consta en la Gran Crónica de Alfonso XI.
Sancho Pérez de Paz falleció, según afirmaba su epitafio, el día 1 de octubre de 1314, cuando tenía treinta y cuatro años de edad, aunque otros historiadores afirmaron que fue en 1315 o que falleció cuando tenía 56 años. Y Manuel Gómez-Moreno señaló que el historiador José Pellicer afirmó que Sancho Pérez falleció en la Era 1353.

## Sepultura

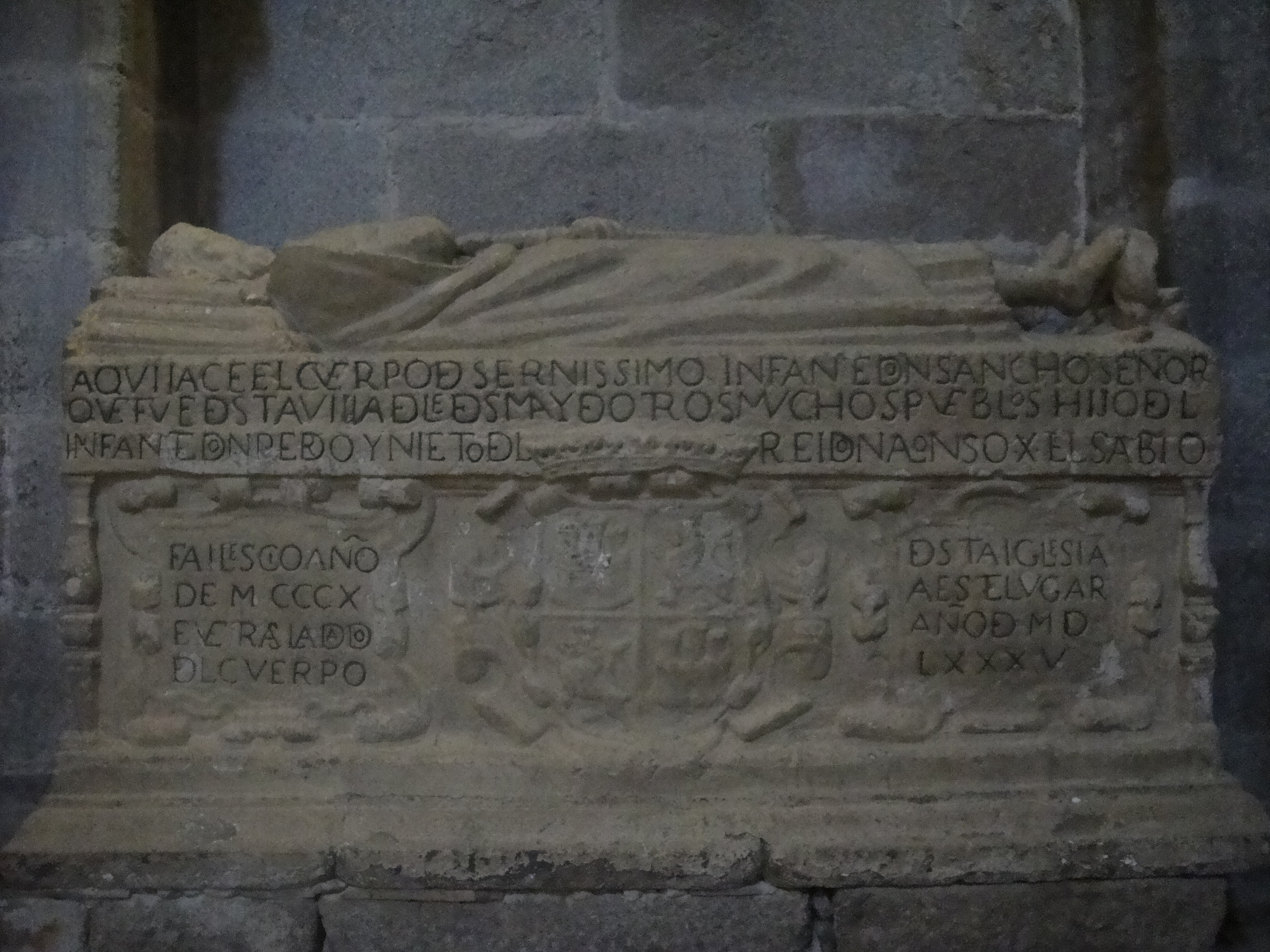
Sepulcro de Sancho de Castilla, hermanastro de Sancho Pérez de Paz, en la iglesia de Sta. María la Mayor de Ledesma. (Provincia de Salamanca).

Fue sepultado en el claustro del desaparecido convento de San Francisco de Salamanca, aunque otros afirman que el sepultado allí fue su hermanastro Sancho y que él yacía en la iglesia de Santa María la Mayor de Ledesma, donde aún se conserva en la actualidad un sepulcro que según la mayoría de los historiadores contiene los restos de Sancho de Castilla, hermanastro de Sancho Pérez. Y en el sepulcro que contenía los restos de Sancho Pérez en el claustro de San Francisco de Salamanca estaba esculpido el siguiente epitafio, que fue consignado por Gil González Dávila en su Historia de las antigüedades de la ciudad de Salamanca...:

AQUI YAZE SANCHO PEH, FIJO DEL INFANTE DON PEDRO, ET NIETO DEL MUY NOBLE SEÑOR REY DON ALONSO QUE FINO LUNES PRIMERO DIA DE OCTUBRE ERA DE MIL.CCC.LII.

Manuel Gómez-Moreno afirmó que en el lado de la Epístola del presbiterio del convento de San Francisco de Salamanca se encontraba el sepulcro de Sancho Pérez, y el historiador Manuel Villar y Macías afirmó que en el siglo XVII, cuando se remodeló completamente dicho presbiterio, se encontró, en el lado de la Epístola, el sepulcro de Sancho Pérez, aunque en esos momentos el sepulcro y sus restos fueron trasladados al claustro del mismo convento. Y Villar y Macías también señaló que algunos historiadores leyeron en el epitafio la palabra «Peh», otros «Paz», y otros la palabra «Pérez», que según Villar y Macías es el apellido correcto del difunto teniendo en cuenta que su padre se llamaba Pedro. Y del convento de San Francisco, que fue desamortizado y destruido en el siglo XIX, únicamente sobreviven en la actualidad la capilla de la Venerable Orden Tercera de San Francisco, edificada a mediados del siglo XVIII, y algunos restos del ábside gótico de la primitiva iglesia.

## Matrimonio y descendencia
A pesar de que numerosos historiadores afirman erróneamente que la familia Paz de Salamanca desciende de Sancho de Castilla el de la Paz, que era el hermanastro de Sancho Pérez, hay constancia de que aquel falleció en 1312 sin dejar descendencia, y la mayoría de los genealogistas consideran en la actualidad que esa familia salmantina desciende de Sancho Pérez de Paz y no de su hermanastro. Y Villar y Macías afirmó que Sancho Pérez contrajo matrimonio con María de Sençaque o de San Jaimes, hija de Cristóbal de Sençaque y nieta de Artal de Sençaque, con quien tuvo un hijo:
- Antón Pérez de Paz.[36] Contrajo matrimonio con Sancha Rodríguez, hija de Gonzalo Rodríguez de las Varillas y de Inés de las Varillas, que pertenecían a una de las familias más destacadas de Salamanca.[4]

La familia Paz de Salamanca era una de las más destacadas de la ciudad, y a finales del siglo XV sus casas principales estaban en la calle de Zamora, donde se alza el palacio de los duques de Montellano, que actualmente es un colegio universitario femenino. Sin embargo, antes de que ese edificio fuera adquirido por los duques de Montellano en el siglo XIX, allí había estado el convento de los Trinitarios Descalzos de Salamanca, donde la familia Paz poseía, al igual que en la iglesia de San Martín de Tours de la misma ciudad, numerosos enterramientos. Y además los miembros de la familia Paz, como señaló el historiador Julián Álvarez Villar, poseían numerosos señoríos en la provincia de Salamanca, como los de Almenara, Villares de Yeltes o Traguntía.